# سلحة (فرع العدين)

تعديل مصدري - تعديل

سلحة محلة تابعة لقرية الباركة، التابعة لعزلة بني يوسف بمديرية فرع العدين إحدى مديريات محافظة إب في الجمهورية اليمنية، بلغ تعداد سكانها 39 حسب تعداد اليمن لعام 2004.